# Spider-Man: Across the Spider-Verse
Spider-Man: Across the Spider-Verse er en amerikansk animationsfilm fra 2023 af Joaquim Dos Santos, Kemp Powers og Justin K. Thompson.

## Medvirkende
- Shameik Moore som Miles Morales
- Hailee Steinfeld som Gwen Stacy
- Brian Tyree Henry som Jefferson Davis
- Lauren Vélez som Rio Morales
- Jake Johnson
- Jason Schwartzman som Johnathon